# Sport et littérature en France

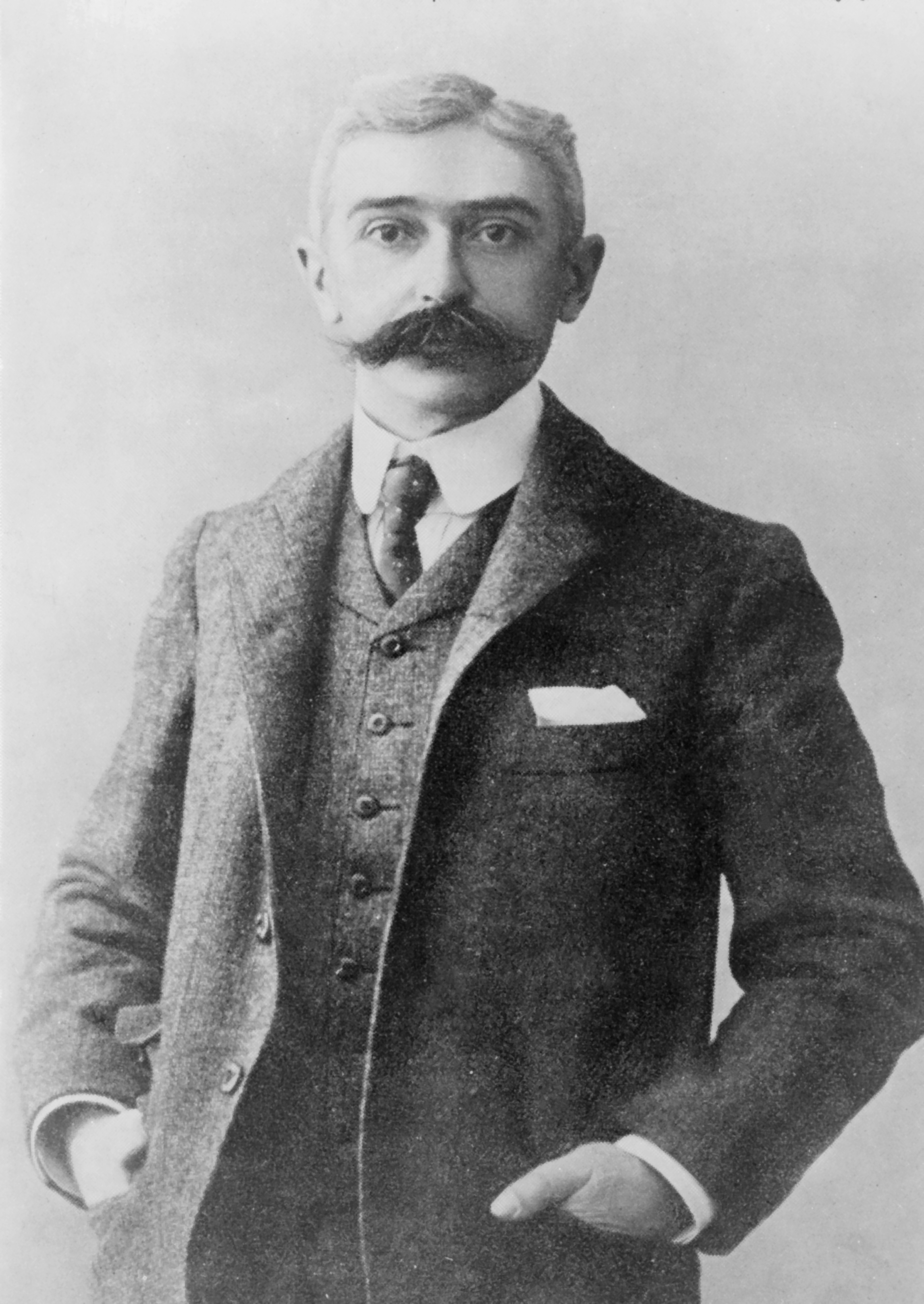
Photographie de Pierre de Coubertin, faisant partie de la collection de George Grantham Bain, acquise par la Librairie du Congrès en 1948.

La dénomination « Sport et littérature » s’applique, dans le cadre de la littérature en langue française, non pas à un genre littéraire en propre, mais à un mode d’expression dans lequel la pratique sportive se trouve être une source d’inspiration pour les écrivains.

## Sport et littérature en France: historique

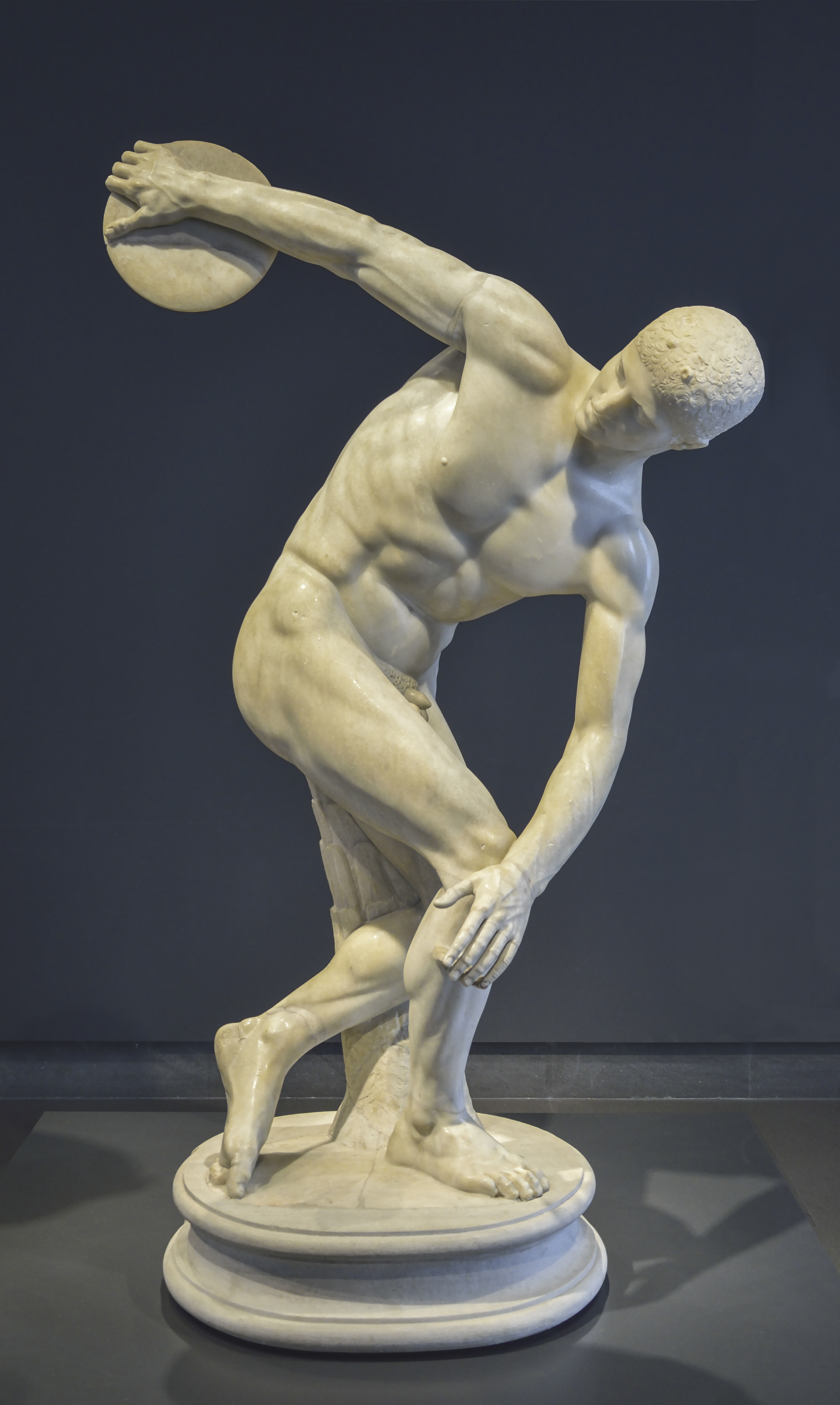
Discobole Lancelotti, copie romaine du Discobole de Myron, palais Massimo alle Terme, à Rome

### Sport et littérature: l’héritage grec et latin
Dans la littérature de la Grèce antique, il n’est pas rare de rencontrer des œuvres qui trouvent leur inspiration dans la pratique sportive ; la présence du sport dans cette littérature est à la hauteur du rôle important que joue le sport dans la civilisation grecque ; dans cette société, où des Jeux sportifs se sont tenus pendant des siècles à Olympie, à Delphes, à Corinthe, le sport a une dimension spirituelle, culturelle, politique, éthique ; on retrouve cet intérêt pour la pratique sportive dans les œuvres des plus importants auteurs grecs : Homère, Pindare, Théocrite, Platon, Aristote, Hérodote, Xénophon, Pausanias.
La littérature latine se présente, dans le domaine des œuvres inspirées par le sport, comme une copie, qui n’est pas à la hauteur du modèle, des œuvres des auteurs grecs ; la pratique sportive a, dans la Rome antique, des vertus utilitaires, sans dimension spirituelle ou éthique ; les jeux « sportifs » des arènes romaines ne présentent aucun aspect permettant une comparaison avec les Jeux grecs, ou avec nos compétitions sportives modernes ; quelques auteurs latins, inspirés par les pratiques sportives, méritent d’être cités, comme Virgile, ou Ovide.

### Le sport dans la littérature française avant l’invention du «sport»

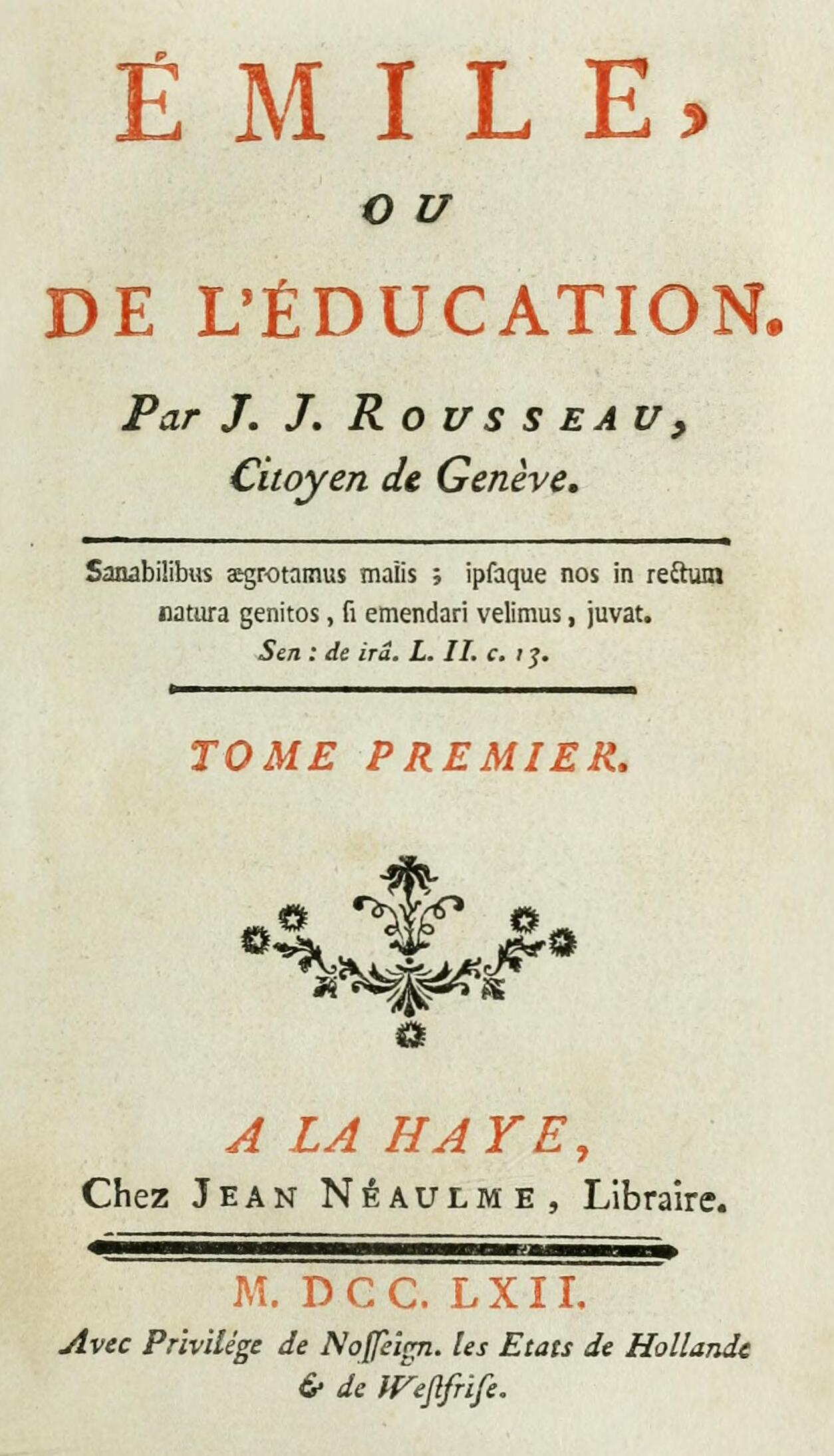
Dans ses ouvrages, Jean-Jacques Rousseau relève que l’entraînement corporel constitue une partie importante de l’éducation.

Dans la littérature française du Moyen Âge, comme dans celle de la Renaissance, les jeux athlétiques, s’ils ne sont que rarement une source d’inspiration pour les écrivains, à la différence de la Grèce antique, apparaissent cependant çà et là, dans des chansons de geste, dans des poésies, dans des chroniques ; on peut mettre en lumière deux auteurs qui ont fait une place dans leurs œuvres aux exercices physiques : Rabelais, et Montaigne.
Le XVIIe siècle et le XVIIIe siècle, ainsi que la plus grande partie du XIXe siècle, jusqu’aux années 1880-1890, sont une époque où l’idée de sport, en France, ne tient qu’une toute petite place, et, dans certaines périodes, cette place est réduite à rien ; cependant, Jean-Jacques Rousseau est un écrivain pour qui la question des pratiques sportives est plus qu’une matière sans importance.

### Sport et littérature en France des années 1880-1890 à nos jours
Dans les années 1880-1890, il se produit, dans le domaine des pratiques sportives, un évènement considérable : l’émergence (ou la réémergence, doit-on dire, si l’on se place dans la perspective d’une filiation entre les Jeux grecs d’Olympie et les Jeux olympiques modernes) de l’idée de sport ; cette émergence ne se manifeste ni dans un lieu unique, ni à une date unique ; ce renouveau de l’intérêt marqué pour le sport dans les sociétés européennes s’observe en France, mais aussi en Grande-Bretagne, et dans d’autres pays ; ce réveil de l’attachement à la pratique sportive a lieu, pour ce qui concerne la France, deux décennies environ après la fin de la guerre franco-allemande de 1870 ; on voit ainsi, autour de l’année 1890, être publiées des œuvres comme le livre de Pierre de Coubertin sur l'éducation en Angleterre, ou bien l’ouvrage d’E. Gendry sur le sport cycliste naissant ; et l’on n’oublie pas, évènement fondateur, le congrès qui débat de la rénovation des Jeux olympiques, organisé par Pierre de Coubertin, en juin 1894, à La Sorbonne, à Paris.
Les forces qui sont en jeu ici, et qui poussent à ce renouveau, sont multiples, et elles sont, pour la plupart, celles qui existent encore aujourd’hui, dans l’époque que nous vivons, où le domaine « Sport et littérature », en France, est riche en œuvres de toute nature (articles de journaux sportifs ; biographies de sportifs ; etc.) ; un élément d’importance particulière a joué un rôle moteur dans cette évolution : la force tendant à mettre en valeur le sentiment d’appartenance à une communauté (quand cette communauté est la nation, l’idée de nationalisme apparaît), une force qui a été liée à des évènements historiques considérables, comme ceux qui ont conduit à la Première Guerre mondiale ; la pratique sportive a été vue, à cette époque, dans certains pays comme la France, sous l’aspect de la préparation d’une génération de soldats à une guerre placée sous le signe de la revanche.

## Œuvres et auteurs inspirés par le sport

### Les genres littéraires et les œuvres des écrivains

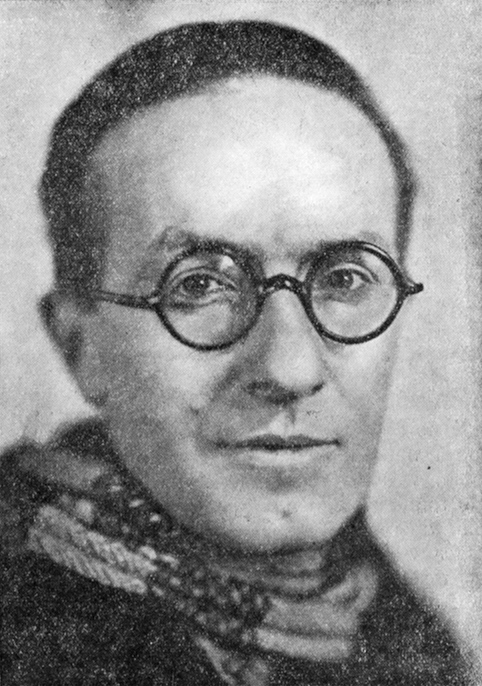
Jean Giraudoux, qui a pratiqué le sport de haute compétition, a laissé des textes sur les pratiques sportives, comme le recueil « Le sport », publié en 1928.

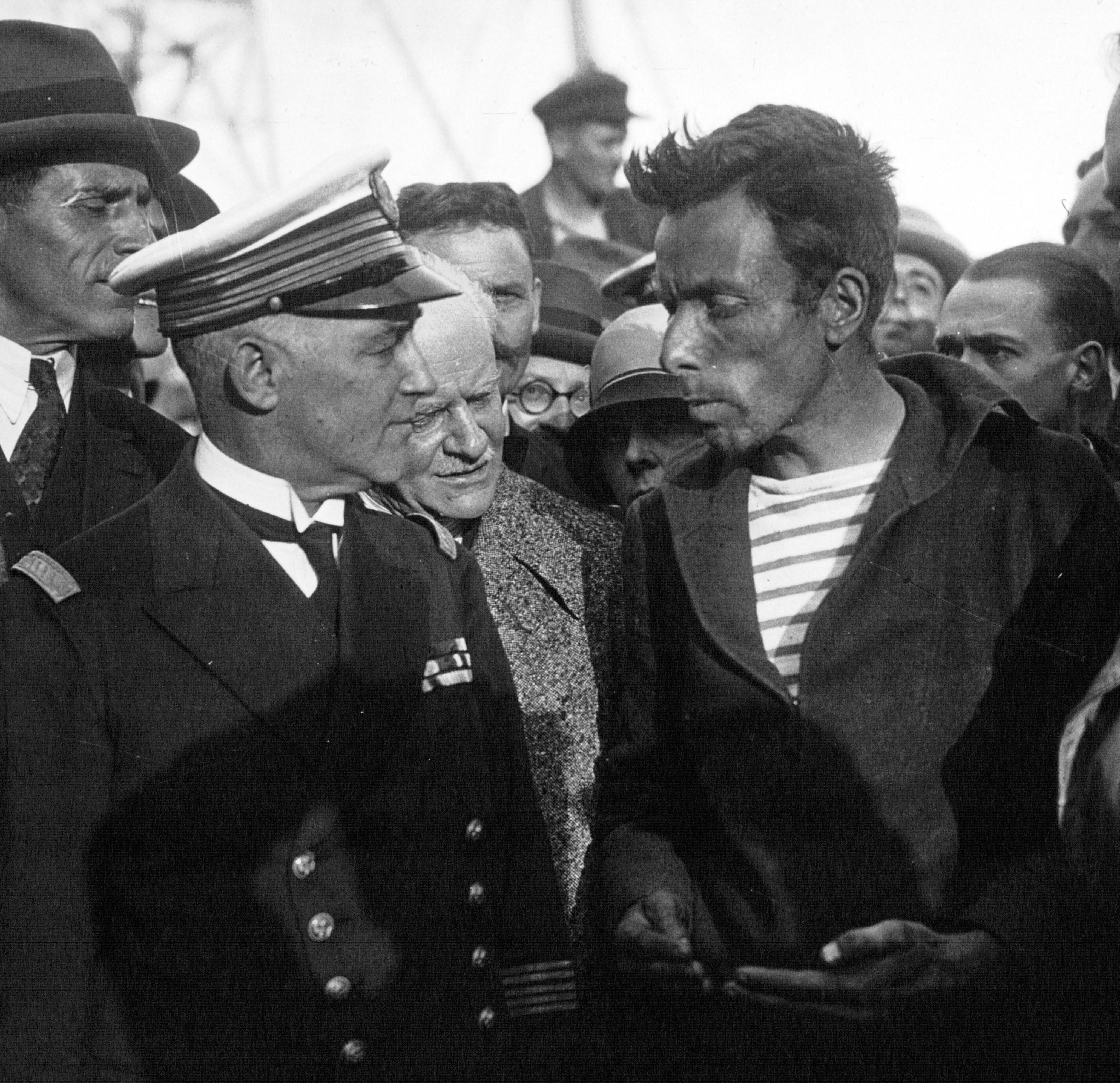
Alain Gerbault, ici (à droite) lors de son arrivée au Havre en 1929, a été l'un des premiers à écrire sur ses exploits sportifs, avec « Seul à travers l'Atlantique », publié en 1924.

« Sport et littérature » se présente comme un moyen d’expression dans lequel la pratique sportive est une source d’inspiration ; cette forme d’expression se trouve être mise en œuvre à travers la plupart des genres littéraires ; voici comment se manifeste cette diversité à travers quelques exemples :
- roman : Henri Decoin "Quinze rounds", Paris, Ernest Flammarion, 1930
- nouvelles : Paul Morand "Ouvert la nuit", Paris, Éditions de la "Nouvelle revue française", 1922
- essai : Jean Giraudoux "Le sport : Notes et maximes", Paris, Libr. Hachette, 1928
- souvenirs : Georges Carpentier "Mon match avec la vie", Paris, Flammarion, 1954
- poésie : Géo-Charles "VIIIe Olympiade, 1924-1928", Bruxelles, Éditions "L'Equerre", (sans date)
- articles sportifs : Antoine Blondin "L'Ironie du sport : chroniques de "L'Équipe" : 1954-1982", Paris, F. Bourin, 1988
- théâtre : Claude Confortès "Le Marathon : pièce en 3 actes", Paris, Gallimard, 1973.

En étudiant les œuvres des  écrivains qui ont, dans tel ou tel texte, trouvé leur inspiration dans la pratique sportive, on voit qu’il existe plusieurs manières de s’exprimer à travers ce mode d’expression qu’est « sport et littérature » :
- les « écrivains sportifs » : ces auteurs ont pratiqué, dans leur jeunesse, le sport, à un bon niveau, et ils ont parfois poursuivi cette pratique, en avançant en âge : c’est le cas de Jean Giraudoux, dont l’histoire a retenu qu’il a été, avec une performance de 50 secondes, recordman de France du 400 mètres en ligne droite[5],
- les « sportifs écrivains » : ces sportifs de haut niveau ont laissé des écrits inspirés par le sport, tout en étant, tout au long de leur vie, engagés dans la pratique sportive à un niveau d’excellence, guides de haute montagne, navigateurs, athlètes : c’est le cas de Georges Carpentier qui est devenu, en 1920, le premier français champion du monde de boxe anglaise,
- les « écrivains amateurs de sport » : ces écrivains n’ont pas d’expérience dans le sport de haut niveau, mais ils ressentent une passion pour les pratiques sportives, et pour ce qu’elles représentent ; c’est cet amateur de sport que nous trouvons chez Paul Morand qui a laissé de belles pages sur les pratiquants et les pratiquantes de tel ou tel sport[6],
- les « journalistes de sport sans passé sportif » : ces journalistes sont ceux et celles des périodiques consacrées en partie, ou en totalité, au sport, et qui n’ont pas, contrairement aux « sportifs écrivains », un passé de sportifs ou de sportives de haut niveau ; un journaliste comme Denis Lalanne appartient à cette catégorie d’écrivains qui transmettent aux lecteurs, dans leurs textes, leur passion pour le sport ; à cette même catégorie peuvent appartenir des « écrivains amateurs de sport », dont il a été question plus haut, et qui, tel Antoine Blondin, mettent leur talent au service des sports qu’ils aiment passionnément[7].

Au-delà de ces différences entre telle ou telle pratique de l’écriture inspirée par le sport, les uns et les autres, « écrivains amateurs de sport », ou bien « journalistes de sport sans passé sportif », par exemple, tiennent à montrer qu’ils font partie de la même famille, comme on peut le voir dans l’hommage rendu à Antoine Blondin par Denis Lalanne.

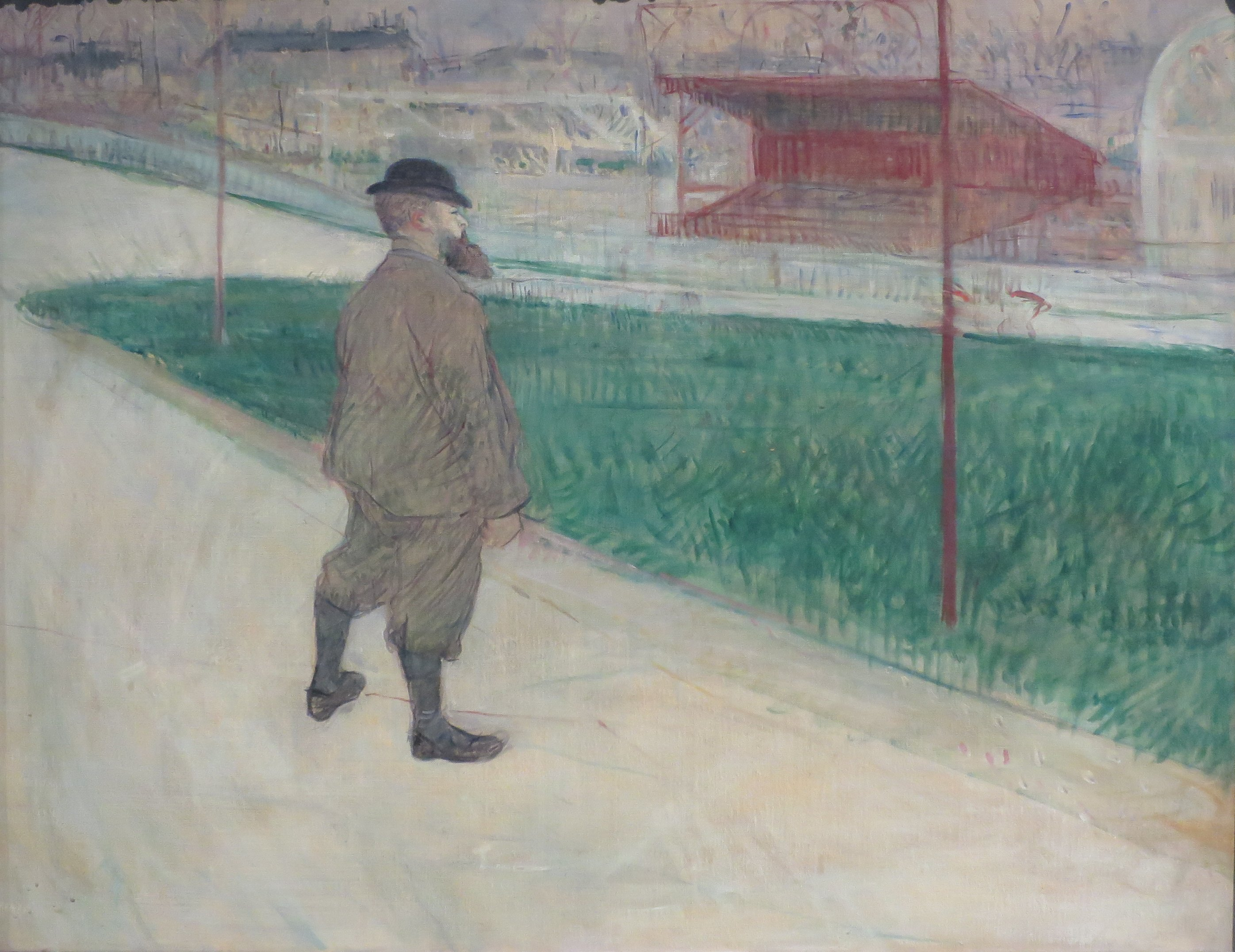
Tristan Bernard, dessiné ici au vélodrome Buffalo par Henri de Toulouse-Lautrec en 1895, a été l’un des créateurs de l’Association des Écrivains Sportifs, en 1931.

### Associations d’écrivains et prix littéraires
La production littéraire liée au domaine « Sport et littérature » bénéficie, en France, depuis longtemps, d’un soutien venant d’organisations qui assurent la promotion de la littérature inspirée par le sport.
Des associations d’écrivains œuvrant dans ce domaine de la littérature sont engagées dans la mise en valeur des textes liés à ce mode d’expression :
- l’Association des Écrivains Sportifs a été créée en 1931 par Tristan Bernard et Jean Giraudoux en a été le premier président ; son président actuel (en février 2013) est le grand reporter Benoît Heimermann ; cette association décerne, tous les ans, le Grand Prix de littérature sportive[9],
- l’Union des Journalistes de Sport en France (UJSF), en association avec la Fondation FDJ et l’Union Nationale des Diffuseurs de Presse (UNDP), décerne, tous les ans, le Prix Sport Scriptum ; son président actuel (en février 2013) est Jean-Marc Michel, chef d’édition France 3 Côte d’Azur ; cette association décerne, tous les ans, le Prix Sport Scriptum[10].

Des prix littéraires, consacrés à la littérature sportive, viennent mettre en lumière ce mode d’expression :
- créé en 1943, le Grand Prix de littérature sportive (Prix Tristan Bernard) a été décerné pour 2012 à : Tristan Garcia pour son livre : "En l'absence de classement final : nouvelles", Paris, Gallimard, 2012 ;

pour l'année 2013, ce prix a été attribué à : Alban Lefranc pour son livre : "Le ring invisible", Paris, Verticale/Gallimard, 2013;
- créé en 1996, le Prix Sport Scriptum a été décerné pour 2012 à : Philippe Croizon pour son livre : "J'ai traversé la Manche à la nage", Paris, J.-C. Gawsewitch, 2012[10];
- le Prix Renault Antoine Blondin est remis dans le cadre de la manifestation des Journées Nationales du Livre et du Vin de Saumur ; ce prix, pour l’année 2012, a été décerné à : Catherine de Baecque pour son livre : "Maurice Herzog, le survivant de l'Annapurna", Paris, Arthaud, 2011 ;

pour l'année 2013, ce a été attribué à : Paul Fournel pour son livre : "Anquetil tout seul", Paris, Seuil, 2012;
- le Prix du livre Sportel-Renaud de La Borderie est remis à l’occasion de la manifestation Sportel Monaco ; ce prix, pour l’année 2012, a été décerné à : Françoise Laget et Serge Laget : "Jours de fête ; la grande histoire du Tour de France", Paris, Éditions Chronique, 2012, Sportel Monaco ;

pour l'année 2013, ce prix a été attribué à : l'Association des Amis de Jacques-Henri Lartigue, pour récompenser l'ouvrage "Chic, le sport !" de Jacques-Henri Lartigue, Paris, Éditions Actes Sud/Hermès, 2013;
- nouvellement créé (en janvier 2013), le Prix Philippidès du récit sportif a été décerné pour la première fois, au printemps 2013, par l’association qui est à l’origine de la création de ce prix, le club sportif Bugeat Treignac Athlé[13] ;

le prix Philippidès, pour l'année 2013, a été décerné, à Bugeat, le samedi 27 avril 2013, à l'occasion de la course « Millevaches Monédières Raidlight Trail », au texte suivant : "Le marathonien des bois de Chaleix" de Pierre Gandois ;
le prix Philippidès, pour l'année 2014, a été décerné, à Bugeat, le samedi 26 avril 2014, à l'occasion de la course "Millevaches Monédières Raidlight Trail", au texte suivant : « Dans la légende à jamais » de Nicolas Herbelot (article paru dans le quotidien « L’Équipe » du samedi 29 juin 2013, à l’occasion du décès d’Alain Mimoun) ;
- autre prix nouvellement créé (en 2012) par l'association « Jules Rimet - Sport et Culture », le Prix Jules Rimet a été institué pour promouvoir la littérature sportive ; ce prix, pour l’année 2012, a été décerné à : Paul Fournel "Anquetil tout seul", Paris, Éd. du Seuil, 2012[14].

À noter la manifestation suivante, qui est consacrée au sport et à la littérature :
- Les Foulées Littéraires, où sont organisées des rencontres entre sportifs et écrivains, à Lormont, près de Bordeaux, en Gironde[15].

On n’oublie pas que les Jeux olympiques eux-mêmes ont assuré la promotion, de 1912 à 1948, par l’intermédiaire de Compétitions artistiques aux Jeux olympiques, de formes d’art comme l’architecture, la musique, la peinture, la sculpture, et aussi la littérature.

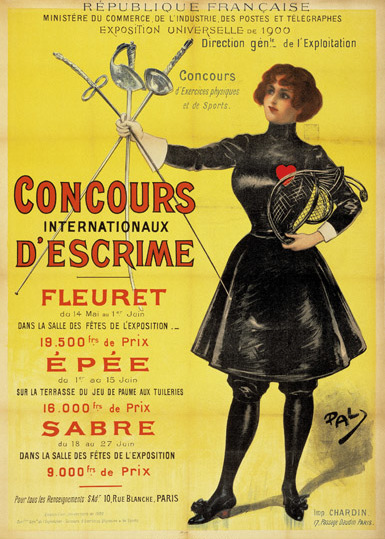
Les Jeux olympiques - ici, les Jeux olympiques d'été de 1900 - sont parmi les évènements qui inspirent les écrivains qui traitent de la pratique sportive.

### Sport et littérature comme objet d’étude
La notion de « Sport et littérature » est un concept qui fait l’objet d’études et de recherches menées par des spécialistes ; c’est ainsi que ces travaux ont abouti à la publication d’anthologies de textes inspirés par le sport :
- Marcel Berger "Les Plus belles histoires de sport", Paris, Émile-Paul frères, 1948
- Patrice Delbourg et Benoît Heimermann "Football & littérature : une anthologie de plumes et de crampons", Paris, Stock, 1998
- Jean Durry et Pierre Dauzier "Le chant du sport : histoire d'un thème et textes choisis français et étrangers", Paris, La Table ronde, 2006
- Jean-Jules Jusserand "Les Sports et jeux d'exercice dans l'ancienne France", Paris, Plon-Nourrit, 1901
- H. Le Targat et J.C. Lyleire "Anthologie de la littérature du sport", Lyon, Presses Universitaires de Lyon, 1988
- Gilbert Prouteau "L'Équipe de France : anthologie des textes sportifs de la littérature française", Paris, Plon, 1972.

Ont également paru des ouvrages traitant de la question des textes inspirés par la pratique du sport :
- Thomas Bauer "La sportive dans la littérature française des Années folles", Villeneuve-d'Ascq, Presses universitaires du Septentrion, 2011
- Pierre Charreton "Les Fêtes du corps : histoire et tendances de la littérature à thème sportif en France 1870-1970", Saint-Étienne, CIEREC, 1985
- Pierre Charreton "Le Sport, l'ascèse, le plaisir : éthique et poétique du sport dans la littérature française moderne", Saint-Étienne : Centre interdisciplinaire d'étude et de recherche sur l'expression contemporaine, 1990
- Collectif, Revue EUROPE consacrée à « Sport et littérature ». Revue littéraire mensuelle. Numéro 806-807, de juin-juillet 1996
- Serge Laget "Sport et littérature", Paris, Association pour la diffusion de la pensée française publ., 1998.